# Seotaiji 25th Anniversary Remake Album
《Seotaiji 25th Anniversary Remake Album'》은 서태지의 데뷔 25주년을 기념하여 8명의 후배가수들이 참여한 리메이크 앨범이다. 
총 8곡이 수록되었으며 방탄소년단, 어반자카파, 윤하, 루피 & 나플라, 에디 킴, 수란, 헤이즈, 크러쉬가 참여하였다.

## 수록곡
1. Come Back Home - 방탄소년단
2. Moai - 어반자카파
3. Take Five - 윤하
4. 인터넷 전쟁 - 루피&나플라
5. 이제는 - 에디킴
6. 슬픈아픔 - 수란
7. 너와 함께한 시간속에서 - 헤이즈
8. 마지막 축제 - 크러쉬